# Guido d'Ibelin
Guido di Ibelin (1215 – 1255) è stato un nobile cipriota.

## Biografia

### Infanzia
Era figlio di Giovanni di Ibelin, signore di Beirut, e di Melisenda d'Arsur.

### Matrimonio
Guido sposò Filippa, figlia d'Aimery Berlais.

## Discendenza
Dal matrimonio tra Guido e Filippa Berlais nacquero:
- Baldovino d'Ibelin, balì del Regno di Gerusalemme, in seguito connestabile del Regno di Cipro;
- Giovanni d'Ibelin, assassinato nel 1277;
- Aimery d'Ibelin;
- Baliano d'Ibelin (1240-1302);
- Filippo d'Ibelin (1253-1318) siniscalco di Cipro;
- Isabella d'Ibelin (1241-1324), consorte del re Ugo III di Cipro;
- Alice d'Ibelin, sposata con Eudes de Dampierre sur Salon;
- Echive d'Ibelin;
- Melisenda d'Ibelin;
- Maria d'Ibelin.

## Ascendenza
|                    |               |                     | Genitori          |  |  | Nonni             |  |  | Bisnonni           |  |
|                    |               |                     |                   |  |  | Baliano di Ibelin |  |  | Barisano di Ibelin |  |
|                    |               |                     |                   |  |  | Baliano di Ibelin |  |  | Barisano di Ibelin |  |
|                    |               | …                   |                   |  |  | Baliano di Ibelin |  |  |                    |  |
| Giovanni di Ibelin |               |                     |                   |  |  | Baliano di Ibelin |  |  |                    |  |
|                    |               | Maria Comnena       | Giovanni Comneno  |  |  |                   |  |  |                    |  |
|                    |               | Maria Comnena       | Giovanni Comneno  |  |  |                   |  |  |                    |  |
|                    |               | Maria Comnena       | Maria Taronitissa |  |  |                   |  |  |                    |  |
| Guido d'Ibelin     |               | Maria Comnena       |                   |  |  |                   |  |  |                    |  |
|                    | Guido d'Arsur | …                   |                   |  |  |                   |  |  |                    |  |
|                    | Guido d'Arsur | …                   |                   |  |  |                   |  |  |                    |  |
|                    | Guido d'Arsur | …                   |                   |  |  |                   |  |  |                    |  |
| Melisenda d'Arsur  | Guido d'Arsur |                     |                   |  |  |                   |  |  |                    |  |
|                    |               | Bertrando di Margat | …                 |  |  |                   |  |  |                    |  |
|                    |               | Bertrando di Margat | …                 |  |  |                   |  |  |                    |  |
|                    |               | Bertrando di Margat | …                 |  |  |                   |  |  |                    |  |
|                    |               | Bertrando di Margat |                   |  |  |                   |  |  |                    |  |